# Brasil nos Jogos Olímpicos de Verão de 1972
O Brasil competiu nos Jogos Olímpicos de Verão de 1972 em Munique, na Alemanha.